# تشانغ كيلين
تشانغ كيلين (بالصينية: 张恺琳) مواليد 28 يناير 1990 في الصين، هي لاعبة كرة مضرب صينية وتحتل حالياً المرتبة 144 (8 فبراير 2016) في تصنيف رابطة محترفات كرة المضرب. بينما في الزوجي أعلى تصنيف لها كان 92.

## النهائيات

### الزوجي (1–1)
| الحصيلة | الرقم | التاريخ        | الدورة        | الأرضية | الشريك      | المنافسون                     | النقاط                |
| ------- | ----- | -------------- | ------------- | ------- | ----------- | ----------------------------- | --------------------- |
| الوصيف  | 1.    | 27 أكتوبر 2014 | نينغبو، الصين | صلبة    | هان زينيون  | أرينا روديونوفا أولغا سافتشوك | 6–4, 6–7(2–7), [6–10] |
| الفوز   | 1.    | 7 سبتمبر 2015  | داليان، الصين | صلبة    | تشينغ سيساي | تشان تشين وي داريا جوراك      | 6–3, 6–4              |

## روابط خارجية
- تشانغ كيلين على موقع رابطة محترفات التنس (الإنجليزية)
- تشانغ كيلين على موقع الاتحاد الدولي لكرة المضرب (الإنجليزية)
- تشانغ كيلين على موقع كأس بيلي جين كينغ (الإنجليزية)
- تشانغ كيلين على موقع خلاصة التنس.كوم (الإنجليزية)